# 짐 몽고메리
제임스 폴 "짐" 몽고메리(James Paul "Jim" Montgomery, 1955년 1월 24일 ~ )는 미국의 수영 선수이다.
위스콘신주 매디슨에서 태어났으며, 명예적 수영 선수로서 1986년 국제 수영 명예의 전당에 헌액된 몽고메리는 100m 자유형에서 50초 장벽을 깬 첫 선수가 되었다.
1973년 베오그라드에서 열린 세계 수상 선수권 대회에서 5개의 타이틀을 우승하여 첫 국제적 주목을 얻었으며, 인디애나 대학교에 입학하여 4년 동안 닥 컨실맨 코치를 위해 수영을 하였다.
1976년 몬트리올 올림픽에서 3개의 금메달(100m 자유형, 800m 자유형 계주, 400m 혼계영)과 1개의 동메달(200m 자유형)을 획득하였다.
현재 텍사스주 애디슨에 있는 그린힐 학교에서 대학 수영의 코치를 맡고 있으며, 또한 댈러스 수상 스포츠 마스터즈 클럽의 소유자와 설립자이기도 하다.
2002년 "올해의 USMS 코치"로 선정되었다.

## 같이 보기
- 올림픽 수영 남자 메달리스트 목록
- 수영 자유형 100m 세계 기록 추이
- 수영 계영 400m 세계 기록 추이
- 수영 혼계영 400m 세계 기록 추이
- 수영 계영 800m 세계 기록 추이